# U 3032
U 3032 war ein U-Boot des Typs XXI der deutschen Kriegsmarine im Zweiten Weltkrieg. Die großen U-Boote dieses Typs waren für den Hochsee-Einsatz konzipiert und verfügten über erhebliche Batterieleistung, was ihnen längere Unterwasserfahrt ermöglichte. Diese Boote wurden daher auch als „Elektro-U-Boote“ bezeichnet.

## Bau und technische Daten
Die AG Weser erhielt den ersten Bauauftrag zur Fertigung der Boote des „Elektro-Bootes“ vom Typ XXI Anfang Juli 1943, aber der Auftrag wurde wenige Monate später annulliert. Der nächste Bauauftrag über XXI-Boote erging am 6. November 1943. Der Auftrag umfasste die 35 Boote der Nummern U 3001 bis U 3035. Boote des Typs XXI wurden durch die sogenannte Sektionsbauweise in Einzelteilen gefertigt und dann von den teilweise weit im Inland gelegenen Werken an die Werften geliefert. Erst dort wurden die acht Sektionen wurden zu einem Boot zusammengefügt.
Wie die meisten deutschen U-Boote seiner Zeit trug auch U 3032 ein bootsspezifisches Zeichen am Turm. Es handelte sich um eine germanische Rune: das Elhaz, die sogenannte „Lebensrune“. Kommandant Horst Slevogt, der vorher das ebenfalls dieses Zeichen führende U 62 kommandiert hatte, brachte das Symbol von seinem vorigen Kommando mit auf U 3032. Das Zeichen entstand durch eine Abwandlung des taktischen Zeichens der U-Boot-Abwehr, einen nach unten weisenden Pfeil, der sich am Turm von U 62 befunden hatte, als Slevogt das Boot übernahm. Er ließ die Spitze des Pfeils nach unten verlängern, wodurch eine germanische Rune entstand.

## Versenkung
Das Boot befand sich am 3. Mai 1945 in der Nähe einiger anderer U-Boote, die bei der südöstlichen Spitze der Insel Fehmarn an einem Marine-Zielschiff festgemacht hatten. Der kleine Schiffsverband wurde von britischen Luftstreitkräften entdeckt und angegriffen. Kommandant Slevogt entschloss sich, die Flugzeuge mit der Artillerie des Bootes bekämpfen zu lassen und es gelang zunächst, die Angreifer zu vertreiben. Durch einen Offizier vom Stab des FdU Ausbildung, Viktor Schütze, der anschließend mit einem Schlepper längsseits kam, erhielt Kommandant Slevogt den Befehl, U 3032 zu versenken. Kurz darauf griffen die britischen Flugzeuge erneut an. Inzwischen befand sich der Großteil der U-Boot-Besatzung auf dem Schlepper, nur noch der Leitende Ingenieur (LI) und Slevogt selbst waren auf U 3032 zurückgeblieben, um die Selbstversenkung des Bootes durch Öffnen der Ventile einzuleiten. Das Boot erhielt währenddessen mehrere Treffer durch Jagdbomber vom Typ Hawker Typhoon. Schließlich sank U 3032 nordöstlich des Leuchtturms Staberhuk. Der sich entfernende Schlepper mit der Besatzung des Bootes wurde ebenfalls von den Flugzeugen beschossen, was zahlreiche Todesopfer forderte und schließlich das Sinken des Bootes zur Folge hatte. Slevogt und der LI, die nach der Versenkung von U 3032 im Wasser schwammen, wurden von einem Torpedoboot gerettet, das anschließend beim sinkenden Schlepper längsseits ging und die Überlebenden aufnahm.
32 Mann der 60-köpfigen Besatzung von U 3032, unter ihnen der leichtverletzte Kommandant, überlebten den Untergang des Bootes.